# 米山高生
米山 高生（よねやま たかう、1953年 - ）は、日本の経営学者。専門は、保険論・リスクマネジメント・経営史。一橋大学名誉教授。東京経済大学経営学部教授。生活経済学会会長。日本保険・年金リスク学会会長。元アジア太平洋リスク・保険学会（Asia-Pacific Risk and Insurance Association, APRIA）会長。日本郵政公社総裁表彰、簡易保険文化財団創立十周年記念優秀研究賞受賞。郵便事業の効率化に貢献したとして2022年に前島密賞を受賞。
一橋大学大学院経済学研究科での指導教官は高須賀義博。保険毎日新聞に、「みちくさ保険物語:画像に見る保険史」を連載中。2019年には総務省情報通信審議会郵政政策部会長や、同部会郵便局活性化委員会主査として、土曜休配などを内容とする郵便サービスのあり方に関する検討の答申案取りまとめにあたった。また金融庁で「ソルベンシー・マージン算出基準等に関する検討チーム」（０６－０７）および「経済価値ベースのソルベンシー規制等に関する有識者会議」（１９－２０）で座長とつとめ、それぞれの報告をとりまとめた。現在、金融行政モニター委員。

## 経歴
- 1976年　信州大学人文学部経済学科卒業
- 1979年　横浜国立大学大学院経済学研究科修士課程修了
- 1982年　一橋大学大学院経済学研究科博士課程単位取得満期退学
- 1983年　日本学術振興会奨励研究員
- 1984年　京都産業大学経営学部講師
- 1988年　京都産業大学経営学部助教授
- 1992年　レディング大学客員研究員
- 1995年　京都産業大学経営学部教授
- 2000年　一橋大学大学院商学研究科教授
- 2016年　日本保険・年金リスク学会第7期会長[10]
- 2017年3月 一橋大学退職、同大名誉教授
- 2017年4月 東京経済大学経営学部教授

## 著書
- 物語（エピソード）で読み解く リスクと保険入門、日本経済新聞社、2008年、978-4-532-35339-1
- リスクと保険の基礎理論　同文社出版
- 『保険史料集成』全8巻（共著） ピッカリング・チャトー社 2000年
- 戦後生命保険システムの変革（共著）同文舘 1-159頁 1997年